# Mandao
El Mandao (apócope de la palabra mandado), también conocido Huilco, Huelco o Diucón, es una criatura diurna perteneciente a la mitología chilota. Al ser conocida igualmente con los nombres de Diucón o Huilco, esta leyenda se habría inspirado en el ave llamada Diucón de Chiloé.

## Descripción
El Mandao, presentaría la misma apariencia pequeña y forma que el Diucón de Chiloé; es decir un ave de color gris oscuro, pico y patas de color negro, y ojos colorados y de un iris rojo. Siendo la única diferencia la presencia de un extraño comportamiento y un aumento muy notorio del color rojo del iris de sus ojos; que al resaltar en el tono oscuro de su cabeza, brillan como si fueran "ojos de fuego".

## Leyenda
La leyenda cuenta que el Mandao, al igual que el Raiquén, Coo o Deñ, son aves relacionadas estrechamente con los Brujos de Chiloé. Entre estas aves, el Mandao sería escogido como un ayudante diurno de los brujos.
Así, el brujo escogería a un Diucón de Chiloé para que el actúe a su servicio como el temido Mandao, y ser utilizado por los brujos como su mensajero o espía; para observar a las personas o para anunciar un dictamen o mandato de la brujería. Por ello es que en Chiloé, se le considera un ave de mal agüero (ave de mala suerte).
El modo de actuar del Mandao, sería acercarse a las ventanas del hogar donde fue enviado para espiar. En el caso de avisar un mensaje, comenzaría a picotear los cristales de la ventana; señal que la persona que no brujo, generalmente asociara como una señal que indica que se va a enfermar alguien de la casa. 
Por ello se dice que al Diucón de Chiloé no hay que tratarlo mal, ya que pudieran ser un mandao; y podría haber represalias si se le dañara.
Igualmente se dice que cuando el Mandao se eleva desde una rama y luego se deja caer rápidamente en picada a la misma rama; significa que está convocando el mal clima.